# Gamezone.de
Gamezone  ist ein deutschsprachiges Nachrichtenportal zu Computer- und Videospielen von Computec Media. Gamezone gehörte bis 2011 zur Codezero AG.
Gamezone bietet redaktionell betreute sowie nutzergenerierte Inhalte. Der Fokus liegt auf Neuigkeiten, Reportagen und Reviews zu PC-, Konsolen- und Mobile-Spielen. Gamezone bietet auch Review-Datenbanken für PC-, Konsolen- und Mobile-Spiele an.
Die Reichweite betrug 2011 laut AGOF 290.000 Unique User pro Monat. Laut IVW 10/20 besitzt die Seite über 36 Millionen Page-Impressions bei 18 Millionen Visits. Die Vermarktung der Werbeflächen erfolgt durch Ströer.